# Poria sequoiae
Poria sequoiae är en svampart som beskrevs av Bonar 1931. Poria sequoiae ingår i släktet Poria och familjen Polyporaceae.   Inga underarter finns listade i Catalogue of Life.